# ジャック・コーク
ジャック・フランク・ポーティアス・コーク（Jack Frank Porteous Cork, 1989年6月25日 - ）は、イングランド、ロンドン郊外のカーシャルトン出身の元サッカー選手、サッカー指導者。ポジションはDF、MF。

## 経歴

### クラブ
9歳からチェルシーFCのアカデミーに所属。ユースチームではキャプテンを務めていた。2006-07シーズンからレンタル修行という形でFLチャンピオンシップ（2部）のチームやリーグ1（3部）のチームに移籍。2007年夏にチェルシーのアメリカでのプレシーズンツアーに参加。2009年8月21日にチェルシーと契約延長した後、すぐにコヴェントリー・シティFCに半年契約でレンタル移籍した。2010年2月1日にバーンリーFCにレンタル移籍し、2010年5月9日の最終節のトッテナム戦ではプレミア・リーグでの初ゴールを記録した。
2011年7月7日、サウサンプトンFCに完全移籍した。2011-12シーズンにはフットボールリーグ・チャンピオンシップクラブからプレミアリーグへの昇格に貢献。2014-15シーズンは12試合に出場するも、先発は5試合と出場機会が減っていた。サウサンプトンでは127試合出場3ゴールを記録した。
2015年1月30日、スウォンジー・シティAFCに完全移籍した。2015年4月25日に、ニューカッスル・ユナイテッド戦にてスウォンジーでの最初のゴールを決めた。2ゴール目は1年後の2016年5月1日のリヴァプールFC戦で、20ヤードの距離からのシュートだった。
2017年7月11日、バーンリーFCに復帰し、4年契約を結んだ。
2024年5月18日、契約満了に伴い2023-24シーズン限りでバーンリーを退団する旨が発表された。

### 代表
イングランド代表として各年代の代表で定期的に呼ばれ、U-19ではキャプテンを務めたこともある。
2017年11月7日、ドイツとブラジルとの親善試合のためにイングランド代表のチームに呼ばれた。2017年11月10日のドイツ戦にて86分からの途中出場にて初出場を飾った。

### 指導者
2024年6月末限りでバーンリーFCを退団したが、3ヶ月後の10月3日に指導者としてバーンリーに復帰した。アカデミーの選手兼コーチおよびU-21チームのアシスタントコーチを担当する。

## 人物
- 父親は元プロサッカー選手で監督やコーチなどを務めているアラン・コーク。

## タイトル
バーンリー
- EFLチャンピオンシップ：2022-23